# فرودگاه سنت ماتیس-گرنت
فرودگاه سنت ماتیس-گرنت (به انگلیسی: Saint-Mathias/Grant Aerodrome) یک فرودگاه خصوصی است که یک باند فرود چمن دارد و طول باند آن ۵۷۹ متر است. این فرودگاه در کشور کانادا قرار دارد و در ارتفاع ۳۴ متری از سطح دریا واقع شده است.